# Distretto di Ortaca
Il distretto di Ortaca (in turco Ortaca ilçesi) è uno dei distretti della provincia di Muğla, in Turchia.